# ThyssenKrupp
ThyssenKrupp é um grupo industrial diversificado de alta tecnologia alemão com mais de 155.000 empregados em quase 80 países. A empresa resultou de uma união em 1999 das empresas Thyssen e Krupp. No ano fiscal de 2011/2012 ThyssenKrupp gerou vendas de € 40 bilhões.

## Thyssekrupp Globalmente
O Grupo é formado por 670 empresas espalhadas pelo mundo e é um dos maiores produtores de aço no mundo. Possui três unidades de serviço: aço, bens de capital e serviços. A produção de aço se concentra no aço carbono e aço inoxidável, enquanto as unidades de bens de serviço abrangem três segmentos: elevadores, indústria automotiva (peças, subconjuntos e módulos) e construção de plantas de indústrias de alta tecnologia e desenvolvimento de componentes e maquinário.
Na Alemanha, O grupo já pagou em 2007 uma multa recorde de 480 milhões de euros pela Comissão Europeia, órgão executivo da União Europeia, por envolvimento em um cartel, ferindo a livre concorrência. Mesmo com o histórico da grande multa,ThyssenKrupp teve de pagar uma outra multa de 88 milhões de euros em Julho de 2013 por ter outro envolvimento há uma década num cartel de ferrovias, sendo a companhia que pagou o maior preço na multa em comparação às outras envolvidas no esquema.

## ThyssenKrupp no Brasil
O grupo ThyssenKrupp iniciou as atividades no Brasil a partir da empresa Sür Elevadores, situada em Guaíba, no Rio Grande do Sul, que operava desde 1945. Em 1999, a Sür une-se ao grupo, tornando-se Thyssen Sür e, posteriormente em 2002 adotando o nome ThyssenKrupp em definitivo. Hoje o parque industrial de Guaíba tem 94 mil metros quadrados e conta com uma área coberta de aproximadamente 24 mil metros quadrados.
Em 1961 foi inaugurada a planta de Campo Limpo Paulista sendo a primeira planta metalúrgica fora da Europa e considerada a maior forjaria de virabrequins do mundo, responsável pela fabricação de virabrequins, bielas, pistões, chassis, cubo de rodas, dentre outros itens forjados.
Em Santa Cruz, no estado do Rio de Janeiro, foi inaugurada em 2010 a sua unidade fabril Companhia Siderúrgica do Atlântico (CSA), com capacidade para produzir cinco milhões de toneladas de aço por ano. Em 2017, a subsidiária foi comprada pelo grupo alemão Ternium por 1,4 bilhão de euros, passando a se chamar Ternium Brasil.

### Poluição ambiental
Em 2012, a então Companhia Siderúrgica do Atlântico foi multada pelo Instituto Estadual do Ambiente e pela Secretaria de Estado do Ambiente em R$ 10,5 milhões, por emissão de material particulado, originado na produção de ferro-gusa. A siderúrgica foi também obrigada a investir R$ 4,5 milhões em obras na área rural e providenciar o plantio de 15 mil árvores na área urbana. Foi a quarta ocorrência dessa natureza, sendo as anteriores registradas em agosto de 2010, em dezembro de 2010 e em janeiro de 2011. Todas as multas e indenizações pagas pela empresa entre 2010 e 2012 totalizaram R$ 33,6 milhões.